# Judo op de Olympische Zomerspelen 1992
Judo is een van de sporten die beoefend werden tijdens de Olympische Zomerspelen 1992 in Barcelona. Voor het eerst namen ook de vrouwen deel aan het judotoernooi, evenals bij de mannen in zeven gewichtsklassen. Zo konden dus in totaal veertien olympische titels worden gewonnen. Nederland won twee bronzen medailles, Theo Meijer bij de mannen en Irene de Kok bij de vrouwen. België won een bronzen medaille bij de vrouwen in de persoon van Heidi Rakels.

## Onderdelen en programma
De mannen en vrouwen kwamen beide uit in zeven gewichtsklassen. Er waren dus veertien gouden medailles te verdelen.
| Mannen    | Mannen     | Vrouwen   | Vrouwen    |
| onderdeel | datum      | onderdeel | datum      |
| --------- | ---------- | --------- | ---------- |
| – 60 kg   | 2 augustus | – 48 kg   | 2 augustus |
| – 65 kg   | 1 augustus | – 52 kg   | 1 augustus |
| – 71 kg   | 31 juli    | – 56 kg   | 31 juli    |
| – 78 kg   | 30 juli    | – 61 kg   | 30 juli    |
| – 86 kg   | 29 juli    | – 66 kg   | 29 juli    |
| – 95 kg   | 28 juli    | – 72 kg   | 28 juli    |
| + 95 kg   | 27 juli    | + 72 kg   | 27 juli    |

## Mannen

### extra lichtgewicht (tot 60 kg)
| rang   | sporter           | land             |
| ------ | ----------------- | ---------------- |
| Goud   | Nasim Gusseinov   | Gezamenlijk team |
| Zilver | Hyun Yoon         | Zuid-Korea       |
| Brons  | Tadanori Koshino  | Japan            |
| Brons  | Richard Trautmann | Duitsland        |

### halflichtgewicht (tot 65 kg)
| rang   | sporter          | land      |
| ------ | ---------------- | --------- |
| Goud   | Rogério Sampaio  | Brazilië  |
| Zilver | Joszef Czak      | Hongarije |
| Brons  | Israel Hernández | Cuba      |
| Brons  | Udo Quellmalz    | Duitsland |

### lichtgewicht (tot 71 kg)
| rang   | sporter         | land       |
| ------ | --------------- | ---------- |
| Goud   | Toshihiko Koga  | Japan      |
| Zilver | Bertalan Hajtos | Hongarije  |
| Brons  | Chung Hoon      | Zuid-Korea |
| Brons  | Oren Smadja     | Israël     |

### halfmiddengewicht (tot 78 kg)
| rang   | sporter           | land             |
| ------ | ----------------- | ---------------- |
| Goud   | Hidehiko Yoshida  | Japan            |
| Zilver | Jason Morris      | Verenigde Staten |
| Brons  | Bertrand Damaisin | Frankrijk        |
| Brons  | Kim Byung-Joo     | Zuid-Korea       |

### middengewicht (tot 86 kg)
| rang   | sporter         | land      |
| ------ | --------------- | --------- |
| Goud   | Waldemar Legień | Polen     |
| Zilver | Pascal Tayot    | Frankrijk |
| Brons  | Nicolas Gill    | Canada    |
| Brons  | Hirotaka Okada  | Japan     |

### halfzwaargewicht (tot 95 kg)
| rang   | sporter         | land             |
| ------ | --------------- | ---------------- |
| Goud   | Antal Kovács    | Hongarije        |
| Zilver | Raymond Stevens | Groot-Brittannië |
| Brons  | Theo Meijer     | Nederland        |
| Brons  | Dmitri Sergejev | Gezamenlijk team |

### zwaargewicht (boven 95 kg)
| rang   | sporter               | land             |
| ------ | --------------------- | ---------------- |
| Goud   | Davit Chachaleisjvili | Gezamenlijk team |
| Zilver | Naoya Ogawa           | Japan            |
| Brons  | Imre Csosz            | Hongarije        |
| Brons  | David Douillet        | Frankrijk        |

## Vrouwen

### superlichtgewicht (tot 48 kg)
| rang   | sporter        | land      |
| ------ | -------------- | --------- |
| Goud   | Cécile Nowak   | Frankrijk |
| Zilver | Ryoko Tamura   | Japan     |
| Brons  | Amarilis Savon | Cuba      |
| Brons  | Hulya Senyurt  | Turkije   |

### halflichtgewicht (tot 52 kg)
| rang   | sporter          | land             |
| ------ | ---------------- | ---------------- |
| Goud   | Almudena Muñoz   | Spanje           |
| Zilver | Noriko Mizogushi | Japan            |
| Brons  | Zhongyun Li      | China            |
| Brons  | Sharon Rendle    | Groot-Brittannië |

### lichtgewicht (tot 56 kg)
| rang   | sporter            | land             |
| ------ | ------------------ | ---------------- |
| Goud   | Miriam Blasco      | Spanje           |
| Zilver | Nicola Fairbrother | Groot-Brittannië |
| Brons  | Driulis González   | Cuba             |
| Brons  | Chiyori Tateno     | Japan            |

### halfmiddengewicht (tot 61 kg)
| rang   | sporter                 | land             |
| ------ | ----------------------- | ---------------- |
| Goud   | Catherine Fleury-Vachon | Frankrijk        |
| Zilver | Yael Arad               | Israël           |
| Brons  | Zhang Di                | China            |
| Brons  | Elena Patrova           | Gezamenlijk team |

### middengewicht (tot 66 kg)
| rang   | sporter              | land             |
| ------ | -------------------- | ---------------- |
| Goud   | Odalis Revé          | Cuba             |
| Zilver | Emanuela Tierantozzi | Italië           |
| Brons  | Kate Howey           | Groot-Brittannië |
| Brons  | Heidi Rakels         | België           |

### halfzwaargewicht (tot 72 kg)
| rang   | sporter          | land       |
| ------ | ---------------- | ---------- |
| Goud   | Kim Mi-jung      | Zuid-Korea |
| Zilver | Yoko Tanabe      | Japan      |
| Brons  | Irene de Kok     | Nederland  |
| Brons  | Laetitia Meignan | Frankrijk  |

### zwaargewicht (boven 72 kg)
| rang   | sporter          | land      |
| ------ | ---------------- | --------- |
| Goud   | Xiaoyan Zhuang   | China     |
| Zilver | Estela Rodriquez | Cuba      |
| Brons  | Natalia Lupino   | Frankrijk |
| Brons  | Yoko Sakane      | Japan     |

## Medaillespiegel
| Plaats | Land             | Goud | Zilver | Brons | Totaal |
| 1      | Japan            | 2    | 4      | 4     | 10     |
| 2      | Frankrijk        | 2    | 1      | 4     | 7      |
| 3      | Gezamenlijk team | 2    | 0      | 2     | 4      |
| 4      | Spanje           | 2    | 0      | 0     | 2      |
| 5      | Hongarije        | 1    | 2      | 1     | 4      |
| 6      | Cuba             | 1    | 1      | 3     | 5      |
| 7      | Zuid-Korea       | 1    | 1      | 2     | 4      |
| 8      | China            | 1    | 0      | 2     | 3      |
| 9      | Brazilië         | 1    | 0      | 0     | 1      |
| 9      | Polen            | 1    | 0      | 0     | 1      |
| 11     | Groot-Brittannië | 0    | 2      | 2     | 4      |
| 12     | Israël           | 0    | 1      | 1     | 2      |
| 13     | Italië           | 0    | 1      | 0     | 1      |
| 13     | Verenigde Staten | 0    | 1      | 0     | 1      |
| 15     | Duitsland        | 0    | 0      | 2     | 2      |
| 15     | Nederland        | 0    | 0      | 2     | 2      |
| 17     | België           | 0    | 0      | 1     | 1      |
| 17     | Canada           | 0    | 0      | 1     | 1      |
| 17     | Turkije          | 0    | 0      | 1     | 1      |
| Totaal | Totaal           | 14   | 14     | 28    | 56     |

Tokio 1964 · 
München 1972 · 
Montréal 1976 · 
Moskou 1980 · 
Los Angeles 1984 · 
Seoel 1988 · 
Barcelona 1992 · 
Atlanta 1996 · 
Sydney 2000 · 
Athene 2004 · 
Peking 2008 · 
Londen 2012 · 
Rio de Janeiro 2016  · 
Tokio 2020 · 
Parijs 2024 · 
Los Angeles 2028 
Medaillewinnaars
Atletiek · Badminton · Basketbal · Boksen · Boogschieten · Gewichtheffen · Gymnastiek · Handbal · Hockey · Honkbal · Judo · Kanovaren · Moderne vijfkamp · Paardensport · Pelota (demonstratie) · Roeien · Rolhockey (demonstratie) · Schermen · Schietsport · Schoonspringen · Synchroonzwemmen · Taekwondo (demonstratie) · Tafeltennis · Tennis · Voetbal · Volleybal · Waterpolo · Wielersport · Worstelen · Zeilen · Zwemmen